# 2019年伊朗哈什扎黑丹自殺式炸彈襲擊
2019年伊朗哈什扎黑丹自殺式炸彈襲擊發生在2019年2月13日於伊朗錫斯坦－俾路支斯坦省的哈什扎黑丹小路，並造成至少27名伊斯兰革命卫队成員喪生，另外13名衛隊成員受傷。是次襲擊乃革命衛隊近年死傷最慘烈的本土襲擊事件。
遜尼派穆斯林極端武裝組織正義之軍承認策劃襲擊，此組織被伊朗官方視為恐怖組織。遜尼派好戰份子也被認為在去年9月對西南部的一項閱兵儀式發動攻擊。

## 背景

### 地理
錫斯坦－俾路支斯坦省境內有一條重要的毒品走私路線，伊朗軍隊與俾路支分離主義分子以及販毒分子之間偶爾會发生沖突。

### 華沙峰會
2月13日至2月14日一連兩日的中東安全峰會在波蘭華沙舉行，峰會由美國牽頭。輿論普遍認為，華沙峰會將是美國組團批鬥伊朗的大會。反對人士批評峰會表面乃商討中東和平，實質乃打壓伊朗。儘管美國希望糾合各國達成共識，升高對伊朗的施壓，但是各國並不熱衷，波蘭和美國兩個主辦國，也都對這次會議的目標含糊其詞，只說尋求中東穩定，並未特別提到伊朗。

## 經過
遇襲的為一架載有伊斯兰革命卫队成員的巴士，當時這些士兵剛結束巡邏任務返回基地，在接近伊巴邊境的哈什－扎黑丹鄉間小路上行駛，途中遭到自殺式炸彈突擊，一輛載滿炸藥的汽車衝向肇事的軍用運輸車。自殺炸彈衝撞所造成的巨大爆炸威力當場把巴士炸成廢鐵，現場血迹斑斑，碎片四散，死傷者殘肢散落一地。

## 後續
事件發生後，一度沒有組織承認策劃襲擊，加上襲擊發生之地亦是運毒之路，因此調查責任誰屬亦更困難。另外，即使正義之軍承擔責任，但最終的幕後黑手仍然是無從得知，因此政府亦懷疑外國勢力有否涉及是次襲擊。

### 國內
伊朗革命衞隊高層指揮官阿里·法達夫（Ali Fadavi）稱，他們捍衞伊斯蘭革命的行動將不會局限於邊界，又表示敵人將得到革命衞隊相當堅定的回應，就如同之前一樣。
伊朗外交部長穆罕默德·贾瓦德·扎里夫認為事件是針對國內的革命衛隊精銳部隊，並認為襲擊與「由美國資助」的華沙中東峰會有關，直指幕後兇手是美國。扎里夫在襲擊當晚於推特發文，並表示「#WarsawCircus 華沙馬戲團表演開始的當天，伊朗就遭遇恐襲，這不是巧合，尤其是事件發生在一群恐怖分子正在華沙歡呼雀躍、通過推特來支持這次襲擊的時候。美國似乎總是在做出同樣錯誤的選擇，但是卻期待不一樣的結果。」
扎里夫又指美國正在竊取伊朗人民的財產、試圖通過在華沙會議掩蓋其永遠的無法無天和全球孤立的意圖。
伊朗總統同樣表明將會懲罰襲擊者，並批評美國和以色列等區內盟友涉及襲擊，形容是將「已經烏黑的案底再留下一點污漬」。

### 國際
- 土耳其：外交部譴責襲擊，並向伊朗表達哀悼[26]。
- 美国：國務卿邁克·蓬佩奧批評伊朗方面的指控是「蠻不講理」[27][28]。
- 聯合國：安理會譴責「令人髮指」的襲擊，並就襲擊向伊朗表達哀悼[29]。